# Uroptychus brevis
Uroptychus brevis är en kräftdjursart som beskrevs av James Everard Benedict 1902. Uroptychus brevis ingår i släktet Uroptychus och familjen Chirostylidae. Inga underarter finns listade i Catalogue of Life.